# Stämme der Aborigines
Es gibt mehrere Hundert Stämme der Aborigines in Australien, auch als Aboriginesvölker bezeichnet. Die Zahl der Stämme vor der Besiedlung Australiens durch die Briten, also vor 1788, wird je nach Quelle auf über 200 bis 700 geschätzt.
Aborigines sprechen im Allgemeinen von ihrem Volk und ihrem Land; im östlichen Australien bezeichnen sich einige Stämme auch als Nation. In ihren ethnographischen Gebieten, die teilweise die Größe eines durchschnittlichen europäischen Landes erreichen, wird ein Dialekt gesprochen. Im wissenschaftlichen Diskurs werden Gruppen, die denselben Dialekt sprechen, tribes oder bands bezeichnet, dem am ehesten die Übersetzung in Stamm gleichkommt. Eine Landkarte der Stämme wurde erstmals 1940 von Norman Tindale publiziert und 1974 überarbeitet.
Nicolas Peterson hat die australischen Stämme nach jeweils übereinstimmenden Kulturmerkmalen in 17 unterschiedliche Kulturareale der Aborigines gegliedert.
Vergleiche dazu auch Australische Sprachen.

## Größte Stämme
- Der größte Stamm der Aborigines sind heute die Pitjantjatjara. Sie leben in der Umgebung des Uluṟu (Ayers Rock) und südlich davon im Bezirk Anangu Pitjantjatjara Yankunytjatjara in South Australia.
- Die zweitgrößte Gemeinschaft von Aborigines sind die Arrernte in der Umgebung von Alice Springs.
- Die drittgrößte Population stellen die Luritja, deren Siedlungsgebiet sich zwischen den Gebieten der Pitjantjatjara und der Arrernte befindet.

Innerhalb eines Landes lebten Menschen in ihren Clans, die Großfamilien mit unterschiedlichen Verwandtschaftssystemen waren. Kontakte zwischen den Clans wie auch zwischen den Völkern waren üblich, allerdings gab es strikte Protokolle für diese Begegnungen.

## Lebensformen
Allgemein bekannt ist, dass die Aborigines als Jäger und Sammler nomadisch im Inland und an den Küsten Australiens lebten.
Weniger bekannt ist, dass beispielsweise die Gunditjmara ein ausgeklügeltes System einer Aquakultur und Aalzüchtung beherrschten und dass sie steinerne Wohnstätten bauten. Sie bauten eine Aquakultur mit Steindämmen, um das Wasser in den Sümpfen zurückzuhalten, wo sie Aale und andere Fische züchteten. Sie leiteten das Wasser über Wehre und fingen dabei Fische in Reusen.
Ebenso wenig bekannt ist, dass der ausgestorbene Stamm der Ngaro im Seegebiet der Whitsunday Islands auf Inseln lebte und als einziger seefahrender Aboriginesstamm Australiens mittels Auslegerkanus von Insel zu Insel nomadisierte. Dabei entwickelten sie Fähigkeiten, sicher auf See zu navigieren.

## Australian Capital Territory
- Ngunnawal waren die ersten Bewohner des Gebietes, in dem heute Canberra und das Australian Capital Territory liegen. Sie sprachen Ngunnawal. Die Stadt Canberra ist nach dem Ngunnawal-Wort „Kambera“ benannt. Auch viele andere Plätze um Canberra haben Ngunnawal-Namen, so zum Beispiel Tuggeranong, Ginninderra, Murrumbidgee, der Stadtteil Ngunnawal und viele Straßennamen.

## New South Wales

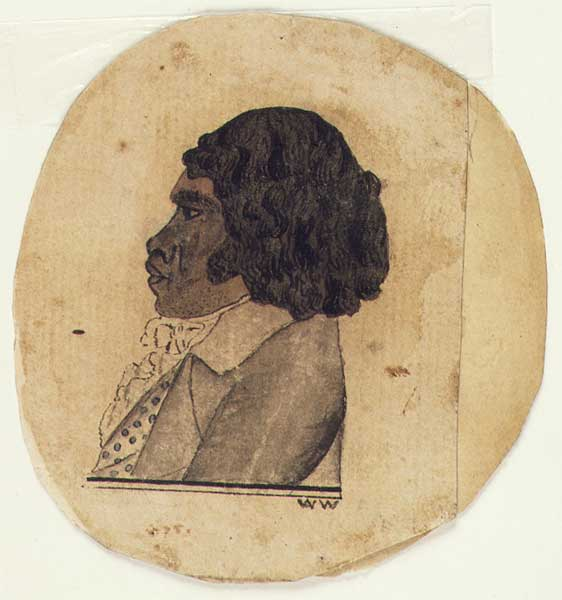
Porträt von Bennelong vom Volk der Eora, dem man eine Backsteinhütte am Bennelong Point gegeben hatte, wo heute das Sydney Opera House steht. Bennelong reiste nach 1792 nach England.

- Die Cammeraygal, auch Awabakal genannt, waren ein Volk, das am nördlichen Ufer Sydneys lebte, im Gebiet des heutigen North Sydney Council. Der Name „Cammeraygal“ ist Bestandteil des Emblems von North Sydney und gab dem Bezirk Cammeray den Namen. Die Awabakal lebten auch in der Gegend des heutigen Newcastle.

- Die Eora waren 1788, als die ersten europäischen Siedler ankamen, die Bewohner im Raum von Sydney. Einige Wörter des heutigen australischen Englisch stammen aus der Sprache der Eora, zum Beispiel Dingo, Woomera, Wallaby, Wombat, Waratah, Boobook Owl und Wallaroo. Bennelong war ein Älterer aus dem Volk der Eora. Er diente als Vermittler zwischen Briten und Eoras. Bennelong reiste nach England und kehrte 1795 nach Australien zurück. Er starb am 3. Januar 1813 in Kissing Point, heute als Ryde bekannt. Bennelong Point, wo heute das Sydney Opera House steht, ist nach ihm benannt. Dort lebte er, als er den Gouverneur von New South Wales, Arthur Phillip, überredet hatte, eine Backsteinhütte für ihn zu bauen.

- Die Anzahl der Yuin betrug 1788 etwa über 11.000 Personen, die sich bis in die Mitte des 19. Jahrhunderts wegen Pocken-Epidemien von 1789 und 1830 auf 600 reduzierte, wie auch durch Stammeskriege und durch Infektionskrankheiten, die europäische Walfänger mit sich brachten und gegen die die Aborigines keine Abwehrkräfte hatten. Sie lebten an der Südküste von New South Wales und ihr Land reichte von Cape Howe bis zum Shoalhaven River und ins Inland bis zur Great Dividing Range.

- Kamilaroi ist ein Volk, das aus einem Gebiet zwischen Tamworth und Goondiwindi, westlich von Narrabri und Lightning Ridge im Norden von New South Wales lebte. Ihre Mythologie schließt Baiame, den Gott der Vorfahren oder Patrone, ein. Er war verheiratet mit Birrahgnooloo und mit ihr Vater von Daramulum. Der Kamilaroi Highway wird nach diesem Volk benannt.

- Die Tharawal waren eine Untergruppe der Dharug sprechenden Nation in der Gegend um Wollongong südlich von Sydney. Aus ihrer Sprache stammt das Wort Boomerang.

- Wiradjuri oder Wiradhuri sprechen eine Sprache desselben Namens. Sie besitzen im Zentrum von New South Wales ein großes Gebiet. Es erstreckt sich von den Blue Mountains im Osten bis Hay im Westen, nördlich von Nyngan und südlich von Albury. Dieses Gebiet umschließt heutige Städte wie Wagga Wagga, Bathurst, Griffith und Dubbo.

- Die Wonnarua, das „Volk der Hügel und Ebenen“, haben ihr Gebiet im oberen Hunter Valley.

## Northern Territory
- Alyawarre leben nordöstlich von Alice Springs. 1980 machten sie ihren Anspruch auf Land geltend, das ihnen am 22. Oktober 1992 zurückgegeben wurde. Das Land ist 2065 km² groß.

- Anmatyerre kommen aus der Umgebung des Mount Leichhardt, von Hann und den Reynolds Ranges sowie nordöstlich vom Central Mount Stuart. Zu den Anmatjera gehören Emily Kngwarreye und der Künstler Clifford Possum Tjapaltjarri.

- Arrernte bezeichnet ein Volk, eine Sprache und ein Gebiet im zentralen Australien. Die Bevölkerung wird einschließlich jener, die in Alice Springs wohnen, auf 25.000 geschätzt, womit es nach den Pitjantjatjara das zweitgrößte aller zentralaustralischen Völker ist. In den meisten Schulen von Alice Springs ist Arrernte, zuweilen auch Western-Arrernte, neben Französisch oder Indonesisch Pflichtsprache für Schüler aller Völker und Nationalitäten. Außerdem kann Arrernte in den meisten High Schools von Alice Springs sowie im Centralian College als Teil eines Berufsschulkurses als gesondertes Fach gelernt werden. Für die Zukunft ist geplant, ein Fach an der Universität einzurichten. Etwa 25 Prozent der Bevölkerung von Alice Springs sprechen Arrernte als Muttersprache.

- Die Gunivugi leben am Liverpool River in Arnhem Land. Sie sprechen die Sprache Ndjébbana. Sie jagen Dugongs, Schildkröten und Fische.

- Die Gurindji streikten im Wave Hill Walk-off zunächst für bessere Löhne und sozialere Verhältnisse. Im Laufe dieser Auseinandersetzung entwickelte sich der Kampf für ihr angestammtes Land. Als die Regierung der Australian Labor Party unter Gough Whitlam 1972 an die Macht kam, setzte sie sich für die Gurndji ein und diese erhielten einen Teil ihres Landes zurück. Das war ein Meilenstein in der Bewegung der australischen Landrechtsbewegung der Aborigines. 2020 erhielten die Gurindji einen Native Title.

- Luritja ist eine Bezeichnung, die sich auf verschiedene Dialekte der Sprache der Western Desert, aber auch auf die Menschen, die diese Dialekte sprechen sowie deren traditionelles Land bezieht. Das Land der Luritja schließt Gebiete im Westen und Süden von Alice Springs ein und dehnt sich bis zum Land der Arrernte, das grob zwischen Alice Springs und Uluṟu liegt, aus. Die Gesamtbevölkerung der Luritja einschließlich der Papunya Luritja umfasst wahrscheinlich mehrere tausend Personen und macht sie zum drittgrößten zentralaustralischen Volk. Im Luritja-Gebiet befindet sich die Stadt Papunya, die eine Künstlerkolonie der Aborigine beherbergt.

- Die Murrinh-Patha stellen eine kleine Gruppe, die landeinwärts von der Siedlung Wadeye zwischen den Flüssen Moyle und Fitzmaurice lebt, dar. Ihre Sprache, das sogenannte Murrinh-Patha, wird noch von etwa 900 Menschen gesprochen. Ihre Kultur ist von einer für Aborigines typischen Sozialstruktur, die ein komplexes Verwandtschaftssystem und umfassende Verhaltensnormen für das Zusammentreffen der verschiedenen Verwandtschaftsgruppen beinhalten, gekennzeichnet.

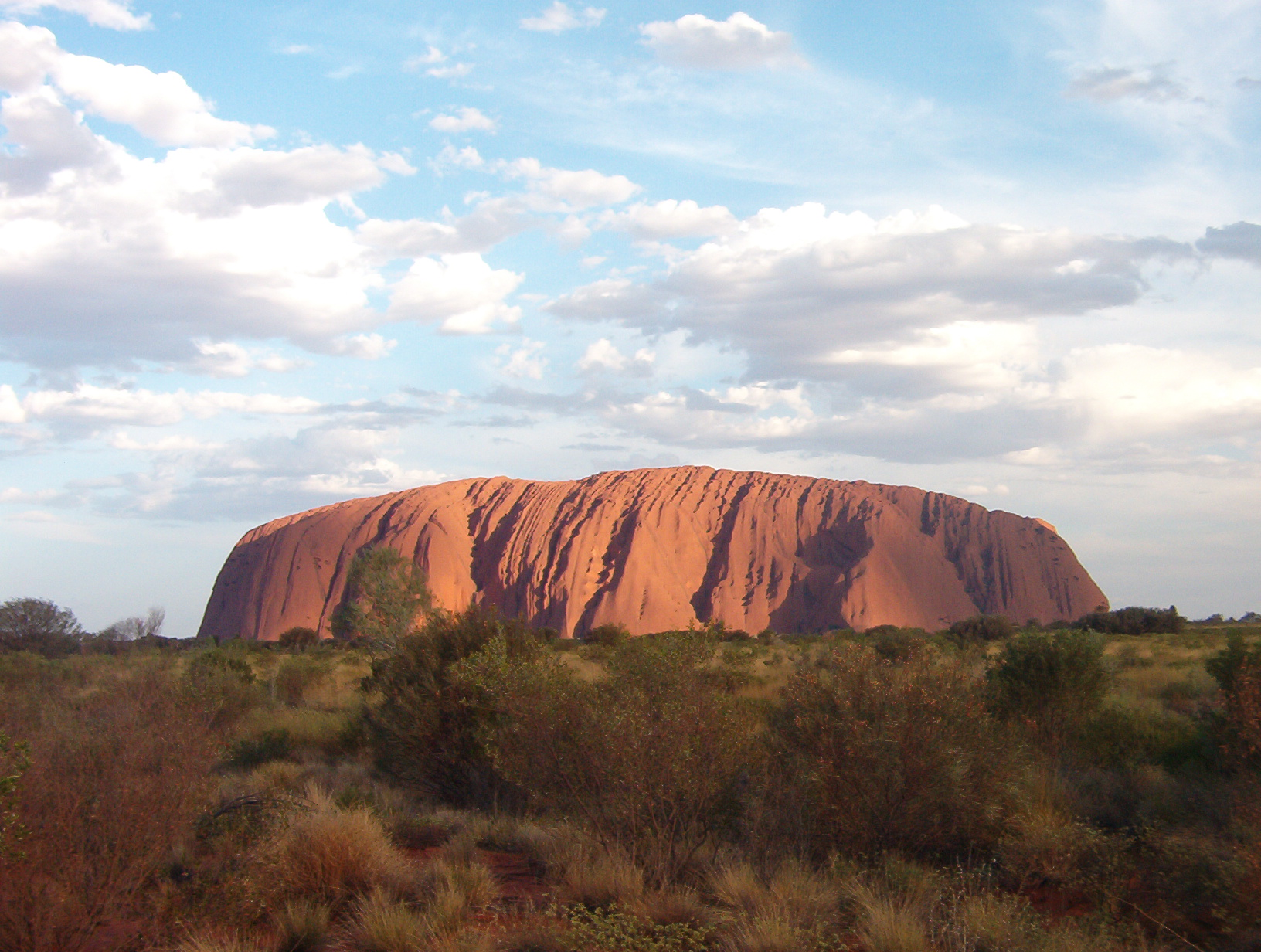
Die Pitjantjatjara oder Anangu leben in der Umgebung des Uluṟu.

- Pitjantjatjara bezeichnet sowohl ein Aborigine-Volk in der zentralaustralischen Wüste als auch deren Sprache. Ihr Einflussgebiet erstreckt sich vom Uluṟu im Northern Territory bis zur Nullarbor Plain in South Australia. Ihre Sprache ist eine der am häufigsten gesprochenen Sprachen australischer Aborigines.

- Nahezu 2500 Tiwi leben auf der  Bathurst-Insel und der Melville-Insel, die zusammen als Tiwi-Inseln bezeichnet werden.

- Warlpiri ist eine große Gruppe im Northern Territory. Es gibt etwa 5000 bis 6000 Warlpiri, hauptsächlich in Siedlungen, die auf ihrem traditionellen Land verstreut sind. Ihre größte Gemeinschaft ist in Yuendumu. Im Gegensatz zu vielen anderen Völkern und Gruppen der Aborigines sprechen viele Warlpiri kein Englisch. Warlpiri sind für ihre Volkstänze bekannt, mit denen sie in England, Japan and Russland auf Tour gingen.

- Die Yanyuwa leben auf der nördlichsten  der Sir-Edward-Pellew-Inseln.

- Die Yolngu bewohnen das nordöstliche Arnhem Land. Nachdem sie durch den Kontakt mit Makassars lernten, Boote zu bauen, die im Gegensatz zu den traditionellen Baumrinden-Booten seetüchtig waren, begannen einige Gemeinschaften der Yolngu mit dem Fisch- und Schildkrötenfang. Einige Aborigines begleiteten die Makassars zurück in deren Heimat auf der anderen Seite der Arafurasee. Die Yolngu erinnern sich aber auch mit Trauer an die Entführung und den Handel mit Yolngu-Frauen sowie die Einschleppung der Pocken, die auf Java epidemisch waren.

## Queensland
- Die Guugu Yimidhirr gehören einer anderen Sprachgruppe an. Es gibt immer noch einige Hundert Sprecher ihrer Sprache, vorwiegend um Hopevale, Cooktown und Wujal Wujal auf der Cape York Peninsula im Norden Queenslands. Am Ort des heutigen Cooktowns trafen zwei weitgehend unterschiedliche Kulturen aufeinander, als sich die ansässigen Guugu Yimithirr 1770 vorsichtig James Cooks angeschlagenem Segelschiff, der HM Bark Endeavour, das sich die Küste entlang schleppte, um einen sicheren Hafen zu finden, näherten. Der Begriff „Känguru“ wurde in die englische Sprache aufgenommen. Es entstammt dem Wort der Guugu-Yimidhirr für das Graue Riesenkänguru, das gangaroo hieß.

- Die Kalkadoon lebten in der Umgebung von Mount Isa im Westen Queenslands. Im 19. Jahrhundert kam es zu Kämpfen zwischen den Kalkadoon und der Polizei. 1884 wurden je nach Quelle etwa 100 bis 800 Kalkadoon bei dem Massaker von Battle Mountain im Kampf mit der Polizei getötet.[8]

- Die Ngaro, auch Island People genannt, waren Seefahrer und keinesfalls nicht wie andere Aboriginesstämme Coastal People. Sie lebten etwa 9000 Jahre lang im Seegebiet der Whitsunday Islands. Sie wurden ab 1861 gewaltsam aus ihrem Lebensraum verdrängt, in Konflikten wurden sie teilweise getötet und ihre Auslegerboote verbrannt. Durch die Marginalisierung mussten sie sich auf Mühlen verdingen und der Stamm starb aus.

- Die Irukandji waren die ursprünglichen Bewohner einer schmalen Küstenregion im Djabugay Country, die sich nordwärts vom Barron River nach Port Douglas am Mowbray River erstreckte. Sie lebten bis in die jüngste Zeit vor allem vom Fischfang im Meer.

- Torres Strait Islanders bezeichnet mehrere Gruppen, die die Torres Strait Islands zwischen Kontinental-Australien und Papua-Neuguinea bewohnen; sie werden aber nicht zu den Aborigines gezählt.

## South Australia
- Die Dieri sind eine Gruppe australischer Aborigines. Die gleichnamige Sprache galt zwischenzeitlich als ausgestorben. Die Dieri leben in der südaustralischen Wüste, speziell in der Gegend von Cooper Creek, Leigh Creek, Lake Howitt, Lake Hope, Lake Gregory, Clayton River und dem flachen Land nördlich des Mount Freeling. Die Dieri protestierten gegen den Marree Man; sie sagten, dass dieses Kunstwerk der Land Art Schaden angerichtet habe und ihre Dreamtime ausbeute.

- Die Kaurna haben ihren angestammten Siedlungsbereich rund um die Adelaide Plains. Die Kaurna lebten in unabhängigen Familienverbänden in definierten Territorien, die Pangkarra hießen. Die Kaurna waren die südlichste Gemeinschaft, die Beschneidungen im Rahmen einer Initiation durchführten. Die letzte Muttersprachlerin, Ivaritji, starb 1931.

- Die Maralinga Tjarutja bewohnen die entfernten westlichen Gebiete South Australias. Sie sind die Southern Pitjantjatjara. Der Native Title wurde den Maralinga Tjarutja Januar 1985 zurückgegeben, als beide Häuser des Parlaments von South Australia die entsprechende Gesetzgebung im Dezember 1984 verabschiedeten und im Januar 1985⁹ verkündeten. Das Volk der Maralinga people besiedelte das Land 1995 wieder und nannte den Ort Oak Valley Community. Vor den Explosionen der Nukleartests von 1950 wurden die Aborigines nicht ausreichend gewarnt, weswegen sie unter den Folgeerscheinungen des Radioaktiven Niederschlags litten, was allerdings gegenüber der königlichen Kommission 1984/1985 nicht nachgewiesen werden konnte.

- Ngarrindjeri ist die Sprache und das traditionelle Volk der Aborigines, das am unteren Murray River und im westlichen Teil der Fleurieu Peninsula lebt. Ihr ursprüngliches Siedlungsgebiet lag zwischen Mannum, flussabwärts durch Murray Bridge und Goolwa sowie entlang der Küste zwischen Victor Harbor bis Cape Jervis, um Lake Alexandrina, Lake Albert, Coorong bis Kingston. Die Ngarrindjeri erreichten große öffentliche Aufmerksamkeit in den 1990ern wegen ihrer Opposition gegen den Bau der Brücke von Goolwa nach Hindmarsh Island, was den Einsatz einer königlichen Kommission und 1996 die Verhandlung des Falls vor dem High Court veranlasste. Nach der Legende gab es einen Meeresbewohner namens Muldjewangk, der den Murray River, insbesondere Lake Alexandrina bewohnte.

- Die Narungga sind ein Volk auf der Yorke-Halbinsel, von denen viele aus ihrem angestammten Gebiet von christlichen Missionen entfernt wurden und so zu den Gestohlenen Generationen wurden.[9][10]

## Tasmanien

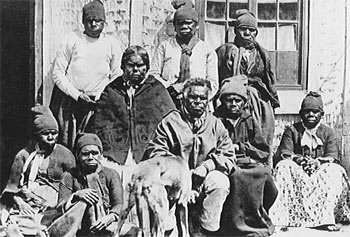
Tasmanische Aborigines an der Oyster Cove

- Historiker des 20. Jahrhunderts nahmen an, dass Tasmanier mit dem Tod von Truganini (1873) ausstarben; diese Ansicht wird heute nicht mehr geteilt. Die ursprüngliche Bevölkerung, auf 8.000 geschätzt, sank zwischen 1802 und 1833 hauptsächlich durch die Hand weißer Siedler, die aus Großbritannien kamen, in Kombination mit Krankheiten und kultureller Zerstörung auf 300 ab. Der Black War und die folgende Black Line waren Wendepunkte in der Beziehung zu den europäischen Siedlern. Auch wenn es verschiedenen Aborigines gelang, der Gefangennahme und Deportierung zu entgehen, so waren sie doch von der Massivität der gegen sie gerichteten Aktion erschüttert und wehrten sich kaum – bis auf Walyer, der Anführerin einer Rebellengruppe von tasmanischen Aborigines. Mannalargenna war der Anführer des Volkes der Plangermeireener von Ben Lomond, der als erster Aborigine für eine friedliche Lösung im Black War eintrat. Sowohl Black War als auch Black Line scheiterten. Letztendlich scheiterte auch George Augustus Robinson, ein Brite, der versuchte, in der sogenannten Friendly Mission die letzten 300 Aborigines nach Flinders Island zu retten. Auch dieses Konzept konnte den Untergang dieser Aborigines nicht verhindern, da das Ziel die Christianisierung war und auf dieser kleinen Insel in der Siedlung Wybalenna waren sie von ihren kulturellen und sozialen Lebensgrundlagen abgeschnitten, verkümmerten und wurden durch Krankheiten dezimiert. Die heutigen Tasmanier sind sämtlich Nachkommen aus Beziehungen zwischen Tasmaniern und Europäern.

## Victoria
- Die Gunai oder Kurnai leben in Süd-Ost Victoria, um Wilsons Promontory, Sale, Bairnsdale, Lakes Entrance, Snowy River und Mallacoota. Die Gunai widerstanden der europäischen Invasion. Viele wurden in den Kämpfen zwischen 1840 und 1850 getötet. 1863 errichtete Pastor Friedrich Hagenauer die Ramahyuck Mission am Ufer des Avon River nahe Lake Wellington, um den überlebenden Gunai aus West- und Zentral-Victoria eine Bleibe zu geben.

- Die Gunditjmara waren ein traditionales Fluss- und Seevolk im Westen von Victoria. Sie hatten ein ausgeklügeltes System einer Aquakultur und Aalzüchtung wie auch im Bau von steinernen Wohnstätten. Sie bildeten Steindämme, um das Wasser in diesen Gebieten in den Sümpfen zurückzuhalten, wo sie Aale und andere Fische züchteten. Sie bauten auch Verbindungen zwischen diesen Sümpfen aus sowie Fischwehre. Im Convincing-Ground-Massaker im Jahr 1833 wurden mehr als 200 von ihnen in einer Auseinandersetzung um einen Wal massakriert, und sie waren in die 20 Jahre dauernden Eumerella Wars mit den europäischen Siedlern verwickelt. Die heute am Lake Condah lebenden Gunditjmara besitzen etwa 20 Quadratkilometer ihres ursprünglichen Landes am Budj Bim National Heritage Landscape, das in der Liste der Kulturdenkmäler Australiens eingetragen ist.

- Der Zusammenschluss der Kulin ist eine der indigenen Nationen Australiens, die im Zentrum Victorias, um Port Phillip, dem heutigen Melbourne, lebten, sowie am Western Port, bis zur Great Dividing Range und in den Tälern der Flüsse Loddon und Goulburn. Die Nation schloss die Klans der Wurundjeri und der Bunurong ein. Am 6. Juni 1835 unterzeichnete John Batman einen Vertrag (bekannt als Batman’s Treaty) mit Billibellary von den Wurundjeri, mit dem er 2000 km² um Melbourne und weitere 400 km² um Geelong erwarb. Im Austausch gab er acht Elders (oder „Weisen“), deren Zeichen er auf seinem Vertrag hatte, Decken, Messer, Beile, Scheren, Fernrohre, Mehl, Taschentücher und Hemden. 1863 gab man den überlebenden Mitgliedern der Wurundjeri und der Woiwurrung die Erlaubnis, auf dem Gelände der Coranderrk Farm, nahe Healesville zu wohnen. Der Vertrag wurde von der Kolonialregierung für nichtig erklärt, da er das Konzept der Terra Nullius untergrub. William Barak war der letzte Ngurungaeta (Stammesführer) des Wurundjeri-Willam-Clans. Bunjil wird als Kulturheros oder Gott der Kulin angesehen. Die Bunurong wurden von Europäern als Western Port oder Port Philip Gruppe bezeichnet.

## Western Australia

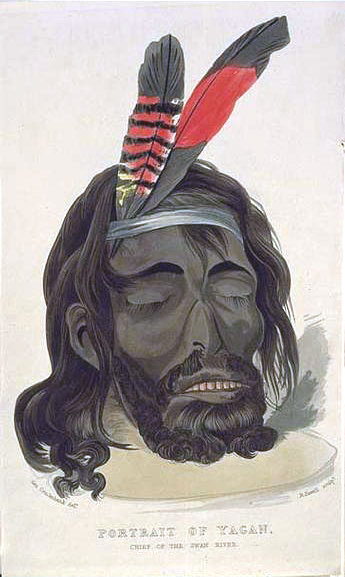
Porträt von Yagan, dem Noongar „Häuptling von Swan River“

- Die Noongar (alternative Schreibweisen: Nyungar/Nyoongar), sind eine Gruppe von Aborigines, die im Süd-Westen von Western Australia von Geraldton im mittleren Westen bis Esperance an der Südküste leben. Die Bevölkerung der Noongar zur Zeit der Ankunft der Europäer wird auf 6000 bis 10.000 geschätzt. Beim Zensus von 2001 waren es 21.000. Yagan war der Anführer der Beeliar-Gruppe aus dem Volk der Nyungar, als englische Siedler 1829 erstmals ankamen und die Swan River Colony errichteten. Captain James Stirling erklärte, dass die indigene Bevölkerung britische Subjekte seien. Obwohl die Nyungar zunächst einen freundlichen Handel mit den Siedlern betrieben, nahmen mit der Zeit Missverständnisse und Zerwürfnisse zu, ebenso Attacken und Vergeltungsmaßnahmen. Schließlich wurde Yagan geköpft und nun wird er von vielen als einer der ersten Widerstandskämpfer angesehen. Sein Kopf wurde von Fähnrich Robert Dale mitgenommen, der ihn 1834 im ganzen Land als „Häuptling von Swan River“ ausstellte. Viele Ortsnamen in Western Australia sind nach einem Noongar-Wort benannt. Dies gilt vor allem für jene, die mit „up“ oder „in/ing“ enden; beides bedeutet „Platz von“ in verschiedenen Dialekten, wie zum Beispiel Joondalup, Manjimup, Narrogin und Merredin.

- Die Spinifex People, oder Pila Nguru, haben ihr traditionelles Land in der Great Victoria Desert in den Bundesstaaten Western und South Australia sowie im Norden der Nullarbor Plain. Sie haben in diesem Gebiet weitgehend ihre Jäger-und-Sammler-Lebensweise aufrechterhalten. Ihre Ansprüche an den Native Title und die damit verbundenen Rechte wurden am 28. November 2000 mit einer Entscheidung des Bundesgerichts anerkannt. Die königliche Kommission war nicht in der Lage zu bestimmen, ob Pila Nugrus in den 1950er Jahren schädigender Strahlung durch radioaktiven Niederschlag der Nukleartests nahe Maralinga ausgesetzt waren.

- Die Jarrakan sind eine von vielen Gruppen im Norden des Staates.